# Bucklige Welt (Niederösterreich)
Die Bucklige Welt ist eine Landschaft primär im Südosten von Niederösterreich beim Dreiländereck von Niederösterreich, Burgenland und der Steiermark und sekundär auch zusätzlich kleine angrenzende Teile der beiden benachbarten Bundesländer miteinbeziehend. Durch ihre Topografie ist diese Landschaft auch als Land der 1000 Hügel bekannt.

## Geographie
Die Bucklige Welt ist ein Hügelland am Alpenostrand. Die Höhe beträgt zwischen 375 und 900 m ü. A. Ihren Namen erhielt die Bucklige Welt von ebendiesen zahlreichen Hügeln, die von der einheimischen Bevölkerung Buckln genannt werden.
Im Südwesten wird die Bucklige Welt vom Wechselmassiv und im Westen vom Semmeringgebiet begrenzt. Gegen Norden fällt sie zum Wiener Becken ab, wohin sie auch über die Pitten entwässert. Im Nordosten bildet das Rosaliengebirge die Grenze zum Wulkabecken als Teil des Neusiedler Seebeckens, östlich liegt das Ödenburger Gebirge als Ostspitze des Nordsporns der Ostalpen, südlich davon läuft die Bucklige Welt gegen Oberpullendorf in die Mittelburgenländische Bucht (Oberpullendorfer Becken) aus. Im Süden liegen Bernsteiner- und östlich folgend das Günser Gebirge und das Südburgenländische Hügel-/Riedelland, im Südwesten das Joglland.
Die Gebirgsgruppengliederung nach Trimmel teilt die Gruppe 2870 Bucklige Welt in hydrographische Teilgruppen westlich der Pitten (2871) und östlich der Pitten (2872), desgleichen das Naturschutzkonzept Niederösterreich (Bucklige Welt – West und Ost). Die gemeinsame Umgrenzung verläuft nach Trimmel (gegen den Uhrzeigersinn):
- im Norden Schwarza bzw. Leitha (unterhalb der Pittenmündung) – flussaufwärts bis Neunkirchen gegen das Wiener Becken (1920), bis Ternitz gegen Gösing-Hochberg-Gruppe (1861), bis Gloggnitz gegen Schneeberg (1854)
- im Westen: Auebach bis Weißenbach – Schlagl – Straße nach Otterthal gegen das Semmeringgebiet (2860)
- im Südwesten: Otterthal – Otterbach – Kirchberg a.W. – Feistritzbach bis Zusammenfluss mit dem Großen Pestingbach zur Pitten (beim Wanghof) – Pestingbach aufwärts bis Aspang gegen den Wechsel (2852)
- im Süden: Aspang – Kaolinwerk – Feiglwirt (Kote 709) – Zöbern – Zöbernbach über Krumbach und Kirchschlag bis Landesgrenze – Landesgrenze bis zum Rabnitzbach gegen die Gruppe Geschriebenstein (2822)
Die Umgrenzung bei Aspang über Kirchschlag ist nicht allgemein üblich; es finden sich insbesondere auch Abgrenzungen am Wechselpass bei Mönichkirchen – (steirischer) Tauchenbach, und östlicher um den Hartberg, etwa Spitalbach (Verlauf der Tauernbahn) oder Verlauf der A2; allgemein spricht man dann auch östlich des Mönichkirchner Wechselpasses von Wechselland (etwa als niederösterreichische Kleinregion)
  - steirischerseits wird die Grenze bis hinunter zur Pinka bei Friedberg/Pinggau gesehen, hierorts spricht man entweder von Bucklige Welt (Landschaftsgliederung der Steiermark) oder bis an die östliche Landesgrenze von Wechselland (Tourismusregion); dann grenzt die Bucklige Welt an der Pinka an das Joglland
  - die Berge hier werden, insbesondere burgenländischerseits, auch speziell Bernsteiner Gebirge genannt; dieses kann auch als Teil der Buckligen Welt verstanden werden, das relativ unspezifisch in das Südburgenländischen Hügelland ausläuft und orographisch bei Unter- oder Oberkohlstätten an die Günser Berge grenzt
- im Osten: das restliche Gebiet bis zur Staatsgrenze wird von Trimmel nicht von der Buckligen Welt getrennt betrachtet
  - die Grenze gegen das Landseer Gebirge ist weitgehend willkürlich, es kann ebenfalls als Teil der Buckligen Welt gesehen werden; dann ist Ostgrenze zu Oberpullendorfer Becken und Ödenburger Gebirge der Stooberbach
  - gegen das Rosaliengebirge gilt im Allgemeinen: dessen Nebenfluss, der Schwarzgrabenbach (auch Schwarzbach, bei Essengraben) – Am Markstein – Ofenbach (bei Ofenbach, zur Leitha), oder der Talzug westlich davon, der Klingfurther Bach (bei Klingfurth, ebenfalls zur Leitha); auch die Rosalia wird manchmal noch zur Buckligen Welt gerechnet, mit dem Bergfuß bei Forchtenstein und Wiesen zum Wulkabecken, oder mit einer weiteren Südostgrenze bis Marzerbach – Sieggraben – Stooberbach, das ist der orographisch prägnanteste Talzug im Raum

Landläufig werden die nordöstlichen Vorberge des Wechselstocks um Alpl (1499 m) und Kampstein (1467 m) auch noch zur Buckligen Welt gezählt, und manchmal wird auch der Hochwechsel (1743 m) selbst als deren höchster Berg angegeben. In den Grenzen nach Trimmel ist der Eselberg bei Kirchberg mit 974 m die höchste Erhebung.
Nach der Alpenvereinseinteilung der Ostalpen (AVE) gehört die Bucklige Welt zum Randgebirge östlich der Mur (Nr. 47), nach Trimmel zur Hauptgruppe Cetische Alpen und oststeirisch-burgenländisches Hügelland (Nr. 2800).

## Geologie
Geologisch gehört das Hügelland überwiegend zum ostalpinen Anteil der Zentralalpen, die hier unter die Pannonische Tiefebene abzutauchen beginnen. Es handelt sich vor allem um die unterostalpine Grobgneisdecke, eine Fortsetzung des Semmeringfensters, die über weite Strecken infolge der Alpidischen Gebirgsbildung „eingerollt“ und überkippt wurde (inverse Lagerung). Damit liegt nun der namensgebende, aus einem variszischen Granit entstandene Grobgneis zuoberst, darunter variszische Glimmerschiefer („Hüllschiefer“, die ursprünglich das „Dach“ der Granit-Intrusion bildeten), darunter Alpiner Verrucano (Perm) und Semmering-Quarzit (Untertrias, z. B. Stickelberg bei Hollenthon, Heidenberg bei Bromberg), und zuunterst Karbonatgesteine der Mittel- bis Obertrias (z. B. Kulmriegel bei Grimmenstein, in der Umgebung einige Karst-Höhlen, Türkensturz, Seebenstein).
Unter der Grobgneisdecke liegen – wieder in aufrechter Lagerung – die Gesteine des Wechselkomplexes, des tiefsten Stockwerks des Ostalpins. Es taucht im Westen zum namensgebenden Wechsel hin unter der Grobgneisdecke auf, lokal aber auch im Osten (tektonisches „Fenster von Wiesmath“).
Im Südosten der Buckligen Welt, im Bernsteiner Bergland, taucht unter dem Ostalpin als tiefstes tektonisches Stockwerk das Penninikum auf, es handelt sich um das Rechnitzer Fenster, das bei Bernstein ein bemerkenswertes Vorkommen von Serpentinit beinhaltet. Im Süden (Schäffern – Zöbern, Kirchschlag) und Osten (Schwarzenbach – Sieggraben) gibt es noch drei kleine Deckschollen der Sieggrabener Einheit, sie gehören bereits zum auflagernden Mittelostalpin.
Von Osten und Süden drangen im Neogen an Bruchlinien mehrmals Meeresbuchten in die Bucklige Welt ein (Otterthal, Krumbach, Sinnersdorf), wobei vom sich hebenden Alpenrand Muren teils riesige Steinblöcke antransportierten und ablagerten („Blockschotter“). Am Südrand des sich absenkenden Wiener Beckens, von Pitten über Bad Erlach und Walpersbach bis Lanzenkirchen, wurden Süßwassersedimente abgelagert, die zum Teil ehemals abbauwürdige Braunkohlevorkommen beinhalten.
Eine Vergletscherung während der Eiszeit gab es im Bereich der Buckligen Welt wegen der geringen Höhenlage nicht. Eine geringmächtige Firnbedeckung ist nur für den Gipfel des Hochwechsels anzunehmen.

## Verwaltung und Bevölkerung
Verwaltungstechnisch gehört die Landschaft zum Bezirk Neunkirchen und dem südlichen Teil des Bezirks Wiener Neustadt-Land.

### Kleinregion
Kleinregionen sind Zusammenschlüsse von niederösterreichischen Gemeinden auf freiwilliger Basis, die die regionale Zusammenarbeit verbessern sollen. Zur Gemeinsamen Region Bucklige Welt haben sich die 23 Gemeinden Bad Erlach, Bad Schönau, Bromberg, Edlitz, Grimmenstein, Hochneukirchen-Gschaidt, Hochwolkersdorf, Hollenthon, Katzelsdorf, Kirchschlag, Krumbach, Lanzenkirchen, Lichtenegg, Pitten, Scheiblingkirchen-Thernberg, Schwarzau am Steinfeld, Schwarzenbach, Seebenstein, Thomasberg, Walpersbach, Warth, Wiesmath und Zöbern zusammengeschlossen.
Das entspricht etwa 38.000 Einwohner auf einer Fläche von 585,9 Quadratkilometern. Das entspricht einer Bevölkerungsdichte von 66 Einwohnern pro Quadratkilometer.
Zur Förderung des Fremdenverkehrs haben sich die Gemeinden zu verschiedenen Fremdenverkehrsverbänden zusammengeschlossen. Dachverband ist der Verein Gemeinsame Region Bucklige Welt, in dem 23 Gemeinden zusammenarbeiten, er ist der Träger der Namensmarke der Tourismusregion.

## Klima
Die Bucklige Welt hat trotz ihrer geringen Größe Anteil an drei verschiedenen Klimazonen: Der südöstliche Teil gehört zur illyrischen Klimaprovinz, während im nördlichen Randbereich das pannonische Klima vorherrscht. Die zentralen und höher gelegenen Bereiche lassen sich dem alpinen Übergangsklima zuordnen.

## Geschichte
Das Gebiet der Buckligen Welt war an einigen Orten schon früh besiedelt, im Raum Pitten wahrscheinlich seit dem Ende des 3. Jahrtausends v. Chr. Pitten wird auch 869 erstmals urkundlich erwähnt; Erlach 987, Grimmenstein 1155, Krumbach 1182. Noch im Jahr 1000 war die Bucklige Welt aber größtenteils ein geschlossenes Waldland, das nahezu unbewohnt war.

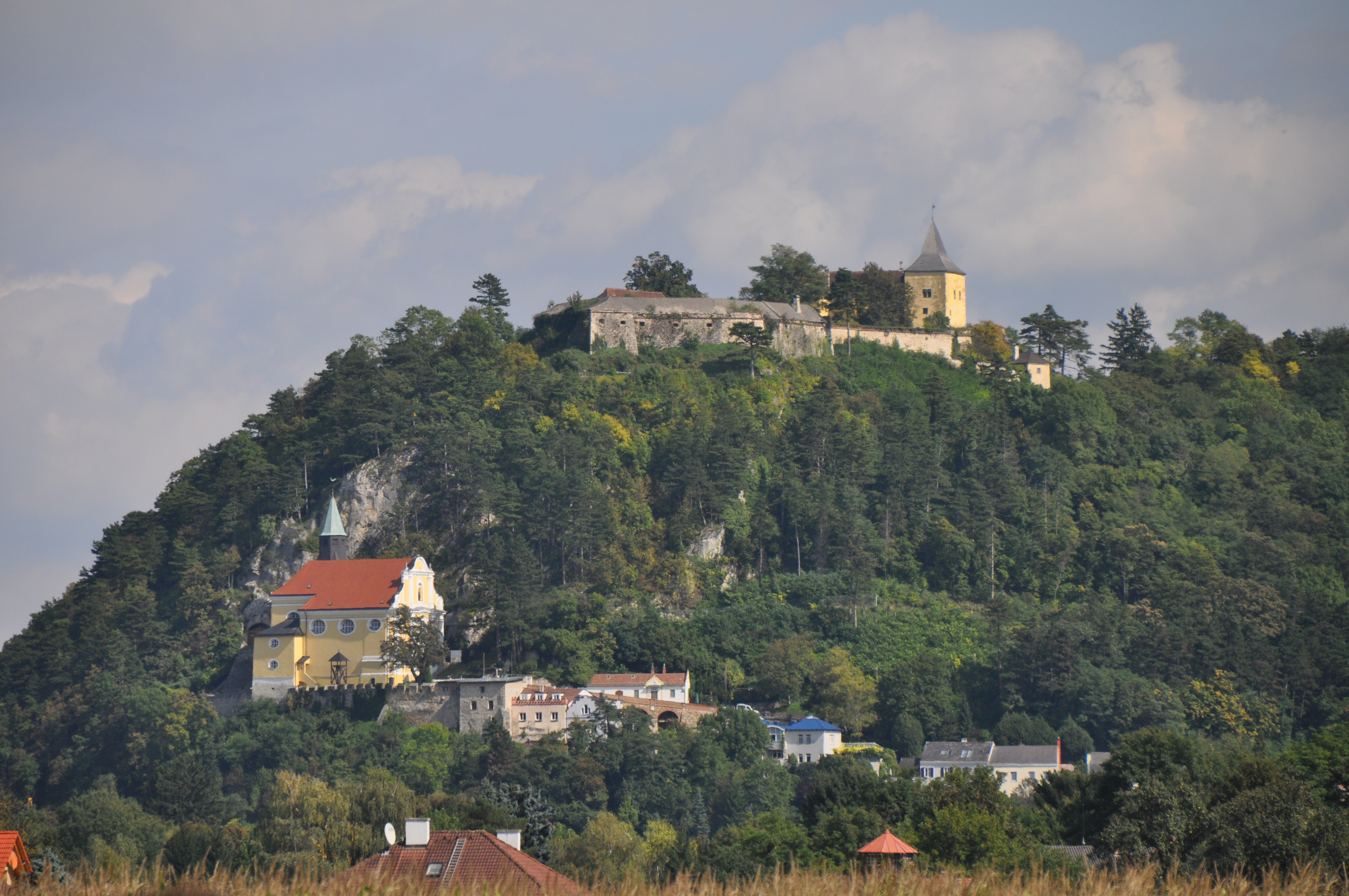
Burg Pitten

Die Kolonisation begann nach dem Sieg des Grafen Gottfried von Wels-Lambach über die Magyaren 1042 bei Pitten, als er das Gebiet von Kaiser Heinrich III. zu Lehen erhielt. Über seine Tochter gelangte die Grafschaft Pitten an die Grafen von Formbach. Als Graf Eckbert III. von Formbach-Neuburg 1158 starb, fiel das gesamte Gebiet an die Markgrafen von Steiermark. Die Bucklige Welt gehörte fast 400 Jahre zum Herzogtum Steiermark und fiel erst im 16. Jahrhundert endgültig an das Herzogtum Österreich.
Das Gebiet war als Ostgrenze des Reiches jahrhundertelang umkämpft. Die Osmanen etwa kamen aus der ungarischen Tiefebene über die Bucklige Welt in das Gebiet des heutigen Niederösterreichs. Der Raum um Kirchschlag stellte außerdem bis 1921 die Grenze zu Ungarn dar. Ungarische Freischärler kämpften im „Gefecht von Kirchschlag“ am 5. September 1921 gegen das Österreichische Bundesheer wider die Eingliederung Deutsch-Westungarns in Österreich als das Burgenland. Die Rote Armee marschierte am 30. März 1945 (Karfreitag) bei Kirchschlag erstmals in Niederösterreich ein. In Hochwolkersdorf richtete sie ihre Kommandostelle ein, dort kam es auch zu den ersten Gesprächen der Sowjets mit Karl Renner über die Konstituierung Österreichs als demokratische Republik. Aus dieser Begegnung folgte die Bildung einer provisorischen Regierung unter Karl Renner und der Wiedererrichtung Österreichs in der Zweiten Republik.

## Dialekt
Während die Mundart im Großteil Niederösterreichs in die Familie des mittelbairischen Sprachraums fällt, gehört die Bucklige Welt zusammen mit weiten Teilen der Steiermark, dem Süd- und Mittelburgenland sprachlich zum „Süd-mittelbairischen Übergangsgebiet“. Die hier gesprochene Mundart weist sowohl Merkmale des südbairischen als auch des mittelbairischen Dialekts auf. Für Außenstehende hört sich der Dialekt oftmals eindeutig „Steirisch“ an.

## Wirtschaft, Verkehr, Wasser
In den 23 Gemeinden der Buckligen Welt gab es im Jahr 2001 1.404 nichtlandwirtschaftliche Arbeitsstätten, land- und forstwirtschaftliche Betriebe nach der Erhebung 1999 2.005. Die Zahl der Erwerbstätigen an den Wohnorten betrug nach der Volkszählung 2001 17.668.
Wirtschaftlich ist das Gebiet stark von der Landwirtschaft geprägt, vor allem der Apfel- und Birnenstreuobstbau ist weit verbreitet.
Typisch für die Bucklige Welt sind die Mostheurigen, die nicht nur den Most und Süßmost verkaufen, sondern auch Schmankerl aus der Region anbieten.
Verkehrstechnisch ist die Bucklige Welt durch die Südautobahn A 2, die Wechsel Straße B 54, die Kirchschlager Straße B 55 sowie durch die Aspangbahn erschlossen.
2017 haben sich neun Gemeinden im Wasserverband Trinkwassersicherung Bucklige Welt zusammengeschlossen: 3 des Bezirks Neunkirchen: Edlitz, Grimmenstein, Thomasberg; 6 des Bezirks Wr. Neustadt: Bad Schönau, Bromberg, Hollenthon, Krumbach, Lichtenegg und Wiesmath. Investiert wurden 1,1 Mio. Euro, 2021 ging die neue Anlage mit 72 km Leitungen vorwiegend in Höhenlage, 28 Hydranten, Drucksteigerungsanlagen und Hochbehälter in Betrieb. 13.500 Einwohner und 17.000 Großvieheinheiten ergeben einen Jahresbedarf von 1,3 Mio. Kubikmeter Wasser. Hauptpumpen sind zusätzlich mit Notstromaggregaten und Photovoltaik versorgt.

## Kultur und Sehenswürdigkeiten

### Dreiländereck

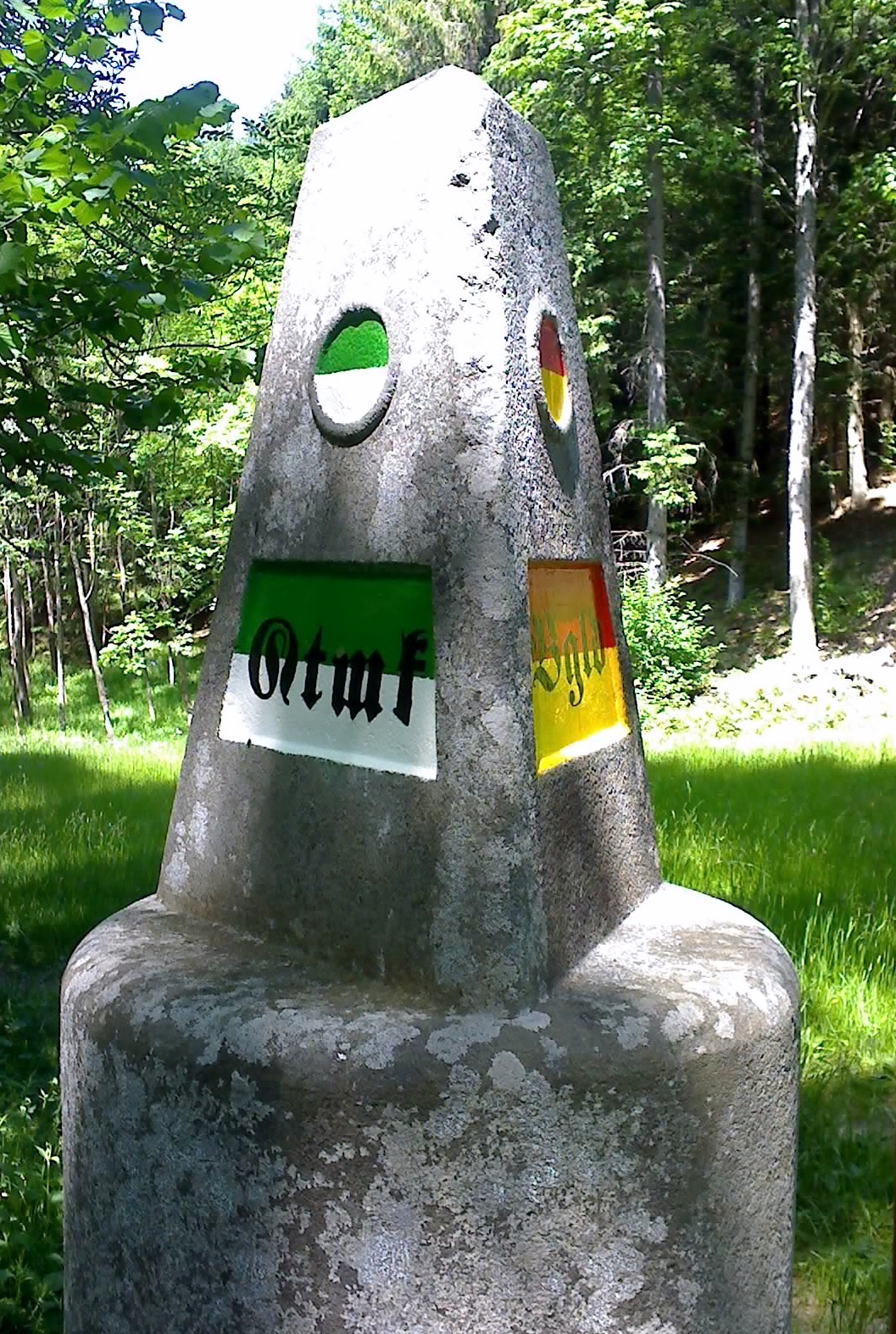
Dreiländerstein an der Grenze zwischen Niederösterreich, dem Burgenland und der Steiermark

Der Dreiländerstein bei Hochneukirchen-Gschaidt ist ein Grenzstein zwischen den Bundesländern Niederösterreich, Burgenland und Steiermark. Diesen Schnittpunkt gibt es seit 1921, als das Burgenland zu Österreich kam. Vor dem Ersten Weltkrieg verlief hier die Grenze zwischen dem Kaiserreich Österreich und dem Königreich Ungarn.

### Wehrkirchenstraße Bucklige Welt
Die Route um die Wehrkirchen in Edlitz, Krumbach, Hochneukirchen, Bad Schönau, Kirchschlag, Lichtenegg, Hollenthon, Wiesmath, Hochwolkersdorf, Bromberg, Pitten, Lanzenkirchen und Katzelsdorf ist als „Wehrkirchenstraße“ ausgelegt. Jede dieser Kirchen ist mit einer Kurzbeschreibung der Wehreinrichtungen beschildert.

### Keltendorf Schwarzenbach
Die Kelten legten hier im 2. Jahrtausend v. Chr. eine stadtähnliche Siedlung (Höhensiedlung Burg in Schwarzenbach) an. Nach Grabungs- und Forschungsarbeiten des „Vienna Institute for Archaeological Science“ wurde 2005–2006 der Archäologische Park (Freilichtmuseum) Schwarzenbach eröffnet.

### Museumsdorf Krumbach
Rund um das Bürgerspital (Erbaut von Erasmus von Puchheim im Jahr 1571) entstand ein kleines Museumsdorf, welches die Anfänge des Handwerks und der bäuerlichen Kultur einerseits, und andererseits das Leben des Adels in der Buckligen Welt zeigt. Neben dem Bürgerspital sind auch eine Mühle mit Ölstampf, ein ländlicher Schüttboden und ein kompletter Hausstock (Wohngebäude) aus dem Jahr 1471 erhalten. Das Glanzstück stellt der „Tannbauern-Hof“ dar. Dieses Gebäude ist aufgrund seiner Bauart mit Mittelflur und zweigeschoßigem Speicher einzigartig östlich der Alpen und wurde in den Jahren 2015 bis 2019 in das Museumsdorf transloziert.

### Gedenkraum 1945 Hochwolkersdorf
Die Gespräche der Sowjets mit Karl Renner über die Wiedererrichtung Österreichs als Republik im April 1945 fanden im Hochwolkersdorfer Wohnhaus Nr. 10 statt, dem damaligen Hauptquartier der 9. Sowjetischen Gardearmee. Heute ist hier ein Gedenkraum über den „Geburtsort der Zweiten Republik“ eingerichtet.

### Hexenweg
In Schlatten bei Bromberg wurde 1671 die Kräuterfrau Afra Schickh wegen angeblichen Buhlens mit dem Teufel verhaftet. Sie wurde am 11. September 1671 in Wiener Neustadt am Scheiterhaufen hingerichtet. Der „Bromberger Hexenweg“ ist eine Dokumentation des Leidens von Afra Schickh und der Opfer der Hexenverfolgung. Von 2004 bis 2010 wurde beim so genannten „Hexensommer Bucklige Welt“ in Bromberg jährlich ein Freiluft-Theaterstück aufgeführt.

### Passionsspiele Kirchschlag
Seit 1932 wird in Kirchschlag die Passion Jesu Christi szenisch dargestellt. Seit 1975 finden diese Aufführungen alle 5 Jahre jeweils von Mai bis Oktober statt. Durch die pandemiebedingte Verschiebung der Spiele 2020 auf 2022 finden die nächsten Passionsspiele 2027 statt.

### Hutwisch und Kühriegel

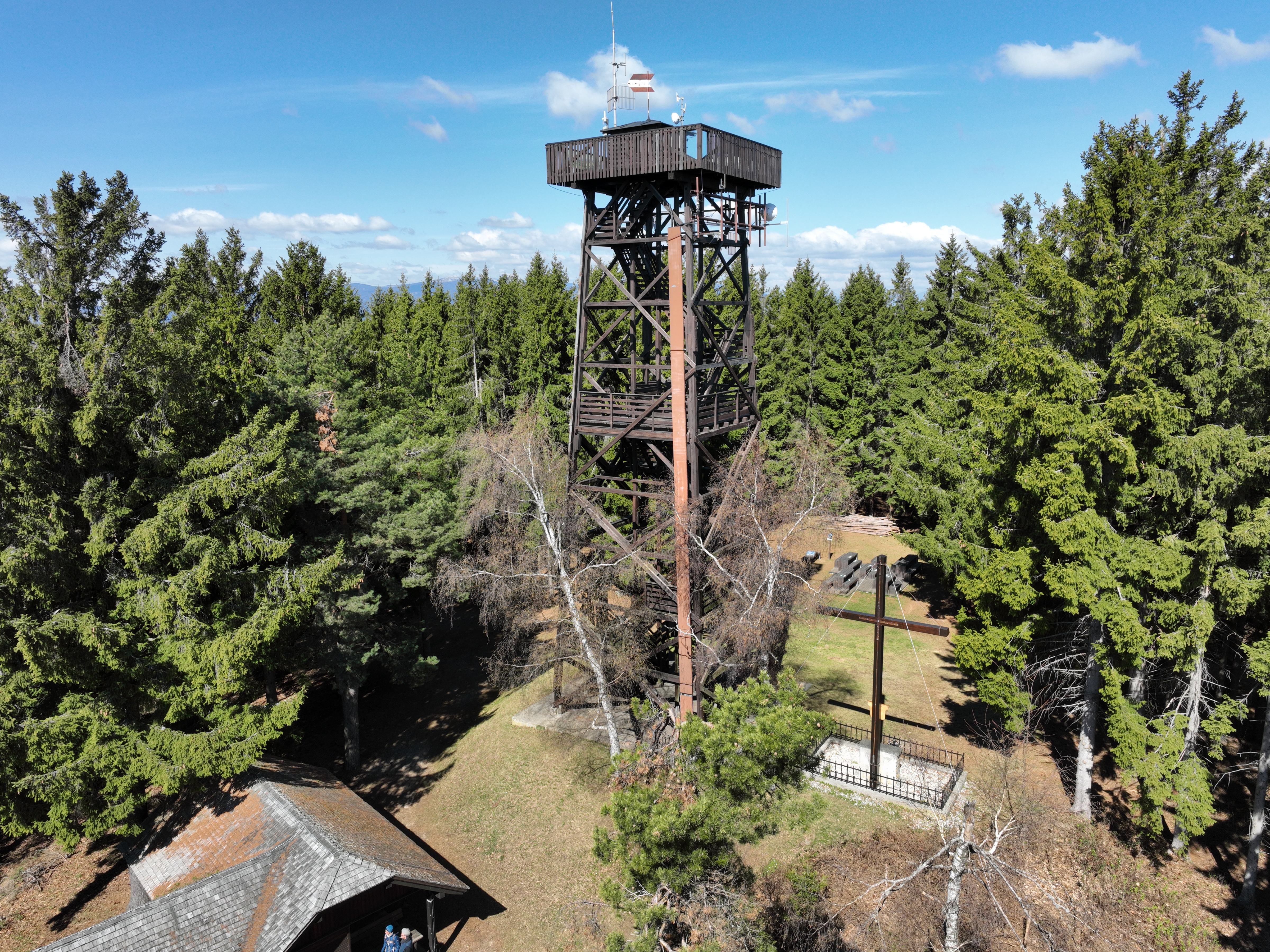
Kernstockwarte am Hutwisch

Der Hutwisch oder „Huatwisch“ bei Hochneukirchen-Gschaidt (auch „Dach der (buckligen) Welt“ genannt) sowie der Kühriegel nördlich von Krumbach sind mit 896 m ü. A. die beiden höchsten Erhebungen der Buckligen Welt. Von der 22 Meter hohen Kernstockwarte am Hutwisch bietet sich ein Rundumblick über die Hügel der Buckligen Welt und ins Burgenland, in die Steiermark, zur Rax und zum Schneeberg. Die Aussichtswarte wurde erstmals im Jahre 1882 errichtet und der heute bestehende Aussichtsturm wurde 1978 erbaut. Die Hutwisch-Aussichtswarte ist auch Ausgangspunkt für den „Bakabu Kinder-Erlebnisweg“. Der von Christian Tramitz besprochene Pfad erzählt lokalen Mythen und liefert Informationen rund um die Region und Umgebung. Weiters verläuft der Ostösterreichische Grenzlandweg, ein österreichischer Weitwanderweg, über den Hutwisch.
Über den Kühriegel wiederum verläuft die Trasse der Trans Austria Gasleitung mit ihren drei Leitungen, der TAG I, II und III. Die am Kuhriegel früher stehende, ebenfalls hölzerne Aussichtswarte ist in den frühen 70er Jahren wegen Baufälligkeit eingerissen worden und mittlerweile im Waldboden vermodert. Dennoch bietet sich ein schöner Ausblick nach Norden bis zur Windkraftanlage in Lichtenegg und zum Wechsel nach Süden. Die Entfernung der beiden höchsten Punkte ist rund 11,2 km.
Weitere Touristen-Ziele der Buckligen Welt sind die Naturparks Seebenstein und Türkensturz, die „Zinnfigurenwelt Katzelsdorf“, das Museumsdorf Krumbach, Rad- und Wanderwege sowie die Most-Heurigen.